# Austen Campbell
Austen Fenwick Campbell (Hamsterley, 5 maggio 1901 – 8 settembre 1981) è stato un calciatore inglese, di ruolo difensore.

## Carriera

### Nazionale
Ha collezionato 8 presenze con la maglia della propria Nazionale.